# De Melotte
De Melotte is een Zuid-Nederlandse adellijke familie.

## Geschiedenis
In 1735 werd door keizer Karel VI erfelijke adelstand vergund aan Henri Melotte, advocaat en heer van Oplinter.

## Denis de Melotte d'Envoz
Denis Marie de Mélotte d'Envoz (Luik, 26 november 1780 - Couthuin, 17 mei 1856) was een zoon van Gisbert de Melotte, burgemeester van Luik, raadsheer in het prinsbisdom, en van Anne de Nizet. Hij werd zelf ook burgemeester van de stad Luik onder het Verenigd Koninkrijk der Nederlanden.
Hij werd in 1817, onder het Verenigd Koninkrijk der Nederlanden, benoemd tot ridder in de Orde van de Nederlandse Leeuw. Hij werd tevens dat jaar erkend in de erfelijke adel met de titel ridder, overdraagbaar op al zijn mannelijke afstammelingen en benoemd in de Ridderschap van de provincie Luik.
Hij was grondeigenaar in Luik en onder het Franse bewind maire (burgemeester) van Couthuin, nu gemeente Héron. Nadat hij in 1817 burgemeester werd van de grootste Waalse stad en curator van de Universiteit van Luik, was hij ook lid van de Provinciale Staten van de provincie Luik. Hij was lid van de Tweede Kamer der Staten Generaal vanaf 19 oktober 1819 tot 18 oktober 1830. Hij was er een van de weinige Zuid-Nederlandse leden die de vraag over de scheiding van Noord en Zuid beantwoordde met "neen". 
In februari-maart 1831 was hij betrokken bij een mislukte contrarevolutionaire actie tegen het Voorlopig Bewind met de bedoeling koning Willem I of zijn zoon weer op de Belgische troon te brengen. Zijn huis werd geplunderd door de aanhangers van de Association. 
Melotte trouwde in 1820 met Joséphine de Géradon (1798-1853). Ze hadden een enige dochter, Anne-Marie de Mélotte (1821-1878), die trouwde met graaf François Carpentier de Changy (1819-1889).
Deze familietak doofde dan ook uit bij de dood van Denis de Melotte in 1856.

## Henri de Melotte de Lavaux
- Henri Lambert de Melotte de Lavaux (Luik, 9 juni 1782 - 7 april 1829), broer van Denis, thesaurier van de stad Luik, werd in 1822 erkend in de erfelijke adel onder de naam de Melotte de la Vaulx, met de titel ridder, overdraagbaar op alle mannelijke afstammelingen. In 1823 werd hij lid van de Ridderschap in de provincie Luik. Hij trouwde in 1819 met Adelaïde de Thier (1797-1869). Na zijn dood hertrouwde ze met ridder Edmond de Fabribeckers de Grâce.
  - Charles de Melotte de Lavaux (1826-1892), trouwde met Firminie de Sauvage Vercour (1820-1908).
    - Victor de Melotte de Lavaux (1843-1916), trouwde met gravin Clotilde de Hemricourt (1845-1930).
      - Humbert de Melotte de Lavaux (1847-1928), generaal-majoor bij de cavalerie, trouwde met Adrienne Cartuyvels de Collaert (1864-1952). Ze hadden een zoon en twee dochters, die ongehuwd bleven.
      - Georges de Melotte de Lavaux (1871-1948) trouwde met Eugénie Mincé du Fontbaré (1864-1937). Ze hadden vijf kinderen die ongehuwd bleven. Ze hadden twee zoons zonder verdere afstammelingen.

    - Gustave de Melotte de Lavaux (1850-1903) trouwde met Marguerite Desoer (1848-1929).

  - Auguste de Melotte de Lavaux (1827-1892) trouwde met Maria de Noidans-Calf (1836-1918).
    - Octave de Melotte de Lavaux (1862-1937) trouwde met Marie Delloye (1868-1939), met een zoon en een dochter zonder verdere afstammelingen.

Deze familietak doofde, uit in mannelijke lijn met de dood in 1948 van Georges de Melotte. De laatste naamdraagster was zijn dochter Geneviève de Melotte (1903-1990), kanunnikes van Sint-Augustinus in het Engels klooster in Brugge.

## Wolfgang de Melotte de Lamalle
- Wolfgang de Melotte de Lamalle (Luik, 31 december 1784 - Bas-Oha, 9 september 1863), broer van de twee vorige, werd in 1822 erkend in de erfelijke adel met de titel ridder, overdraagbaar op alle mannelijke afstammelingen. Hij werd lid van de Ridderschap van de provincie Luik en van de Provinciale Staten van deze provincie.
  - Gustave de Melotte de Lamalle (1810-1894) trouwde met barones Adelaïde de Moffarts (1812-1894). Ze hadden twee dochters.

De familietak doofde uit in mannelijke lijn bij de dood van Gustave in 1896.